# Walter Fiers
Walter Charles Cornelius Fiers (* 31. Januar 1931 in Ypern; † 28. Juli 2019) war ein belgischer Molekularbiologe. Er war Pionier in der Sequenzierung von Genomen und in der Rekombinanten-DNA-Technologie und forschte über Grippeimpfstoffe.

## Leben
Walter Fiers studierte Chemieingenieurwesen und Agrartechnik an der Universität Gent (Abschluss 1954). Danach forschte er über Enzyme bei Laurent Vandendriessche in Gent und 1956/57 bei Heinz Holter in Kopenhagen. 1960 ging er mit einem Rockefeller-Stipendium zu Robert Sinsheimer ans Caltech im US-amerikanischen Pasadena, wo er sich mit Phagenforschung befasste. Danach arbeitete er bei Gobind Khorana an der University of Wisconsin–Madison. 1962 kehrte er nach Belgien zurück und gründete das Labor für Molekularbiologie an der Universität Gent. 1997 ging er als Professor und ein Jahr darauf als Leiter des Labors in den Ruhestand, forschte aber als Emeritus weiter.

## Wirken
Fiers war der erste Forscher, der ein Gen vollständig sequenzierte (1972, beim Bakteriophagen MS 2) und ein vollständiges Virusgenom (ebenfalls bei MS 2, bestehend aus vier Genen) sequenzierte (1976). 1978 sequenzierte er mit seiner Gruppe das Genom des Affenvirus SV 40.
Anfang der 1980er Jahre war er einer der Pioniere der Rekombinanten DNA-Technologie. Mit Kollegen klonierte er um 1980 die Gene für Interferon Beta (wie gleichzeitig Tadatsugu Taniguchi in Japan) und später Interleukin 2, Interferon-γ und den Tumornekrosefaktor. In der medizinischen Anwendung arbeitete er dabei mit Biogen zusammen (was zu den ersten klinischen Tests mit Interferon Gamma führte).
In den 1990er Jahren forschte er an Impfstoffen gegen Grippeviren. Sie basieren auf dem M2-Virusprotein, das bei allen menschlichen Influenzaviren auftritt und damit die Chance auf einen  gegen viele Grippestämme wirkenden „universellen“ Impfstoff bietet.
Ab 1989 war er ordentliches Mitglied der Academia Europaea. 1999 wurde er zum Mitglied (Foreign Honorary Member) der American Academy of Arts and Sciences gewählt.

## Preise und Auszeichnungen
- 1976: Francqui-Preis
- 1989: Carlos J. Finlay Prize for Microbiology
- 1989: Artois-Baillet Latour Health Prize
- 1991: Robert-Koch-Preis